# Немчанка (сельское поселение Борское)
Немчанка — посёлок в Борском районе Самарской области. Входит в состав сельского поселения Борское.

## География
Находится у железнодорожной линии Самара-Оренбург на расстоянии примерно 6 километров по прямой на северо-запад от районного центра села  Борское.

## Население
Постоянное население составляло 85 человек (русские 88 %) в 2002 году, 51 в 2010 году.